# 三嶋神社 (京都市)
三嶋神社（みしまじんじゃ）は、京都府京都市東山区にある神社。

## 祭神
- 大山祇大神（おをやまづみのをかみ）
- 天津日高彦火瓊々杵尊（あまつひだかひこほのににぎのみこと）
- 木之花咲耶姫命（このはなさくやひめのみこと）

## 祭礼
初戌祭。初姫参りともいう。1月最初の戌（いぬ）の日に行う祭礼。

## 歴史
平安時代後期、後白河天皇の中宮である平滋子建春門院に皇子が恵まれないため悩んでいた。市井の人々が「三嶋大明神は子を授け給う神なり」と云うを聞いたことから滋子は三嶋大明神を崇敬していたところ、高倉天皇が誕生したことから、後白河天皇が摂津国にある三島鴨神社をこの地に勧請、社殿を造営したことが由来とされている。ただし、江戸時代に描かれた『花洛名勝図会』には、「伊豆国加茂郡三嶋大明神（現三嶋大社）を勧請」とある。
安産の神として信仰を集めている。神使はウナギ。春秋の放生会にウナギを放流する。
あらゆる生物の出生、成育、放生を守護される神様が祀られている。土・火・水の三つの御神徳を持つ。土は万物の母、火は万物の大気、水は万物の源という考えがある。

## 境内

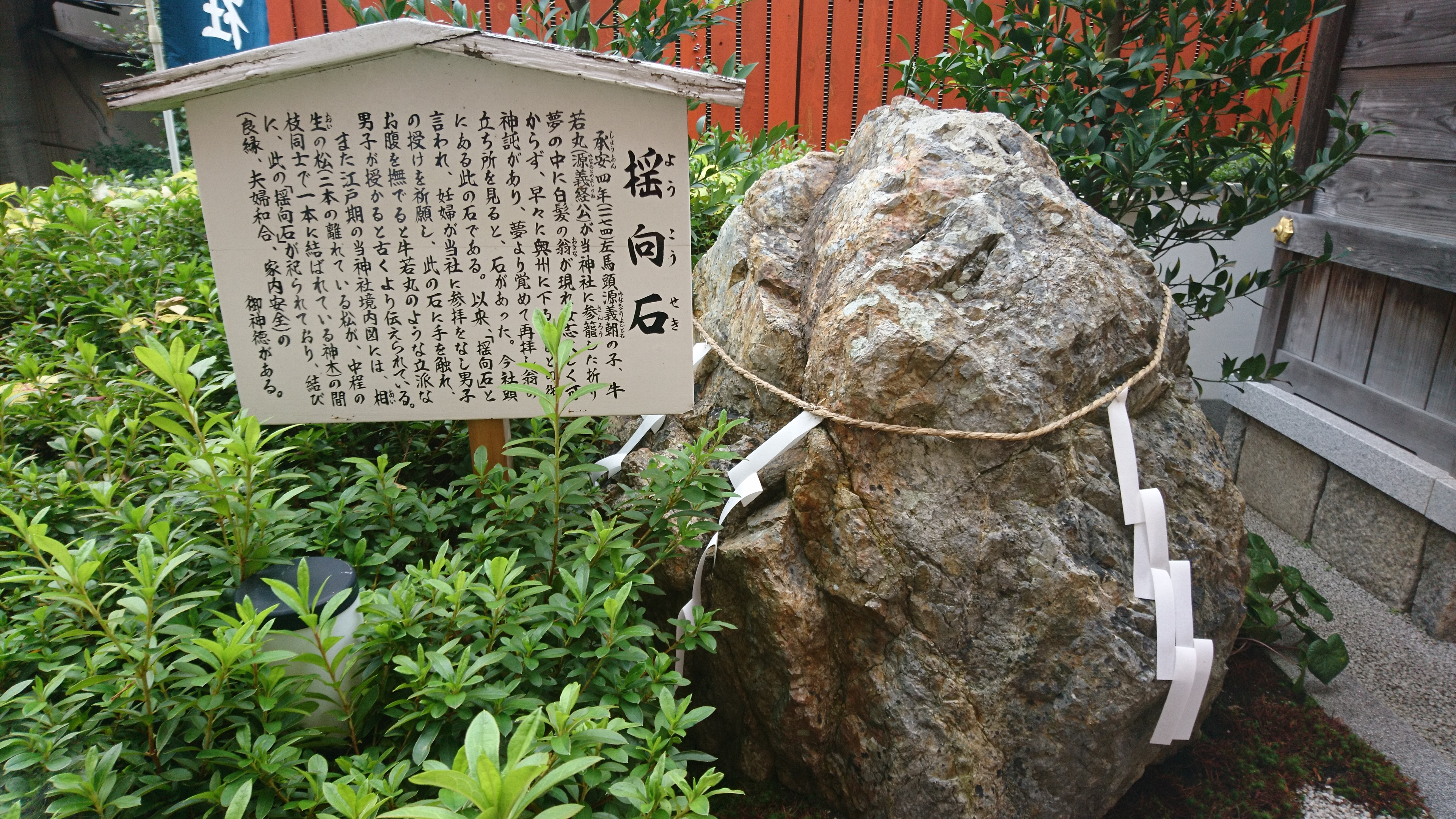
揺向石（ようこうせき）

## 境内社
- 宇迦之御魂大神（うかのみたまのおをかみ）

元摂社　稲荷神社祭神
- 天照皇大神（あまてらすすめおをかみ）

元末社　朝日神社祭神
- 素盛鳴尊（すさのをのみこと）

元末社　朝日神社祭神
- 軻遇突智神（かぐつちのかみ）

元末社　朝日神社祭神
- 猿田彦大神（さるたひこのおをかみ）

元末社　門出神社祭神
- 菅原道真公（すがわらのみちざねこう）

元末社　天満宮社祭神
祭神（祈願所）
- 本宮御祭神三柱の御分霊

妙見宮（摂社）天御中主大神（あめのみなかぬしのおおかみ）

## 現地情報
所在地
- 京都府京都市東山区渋谷街道東大路通東入上馬町三丁目

交通アクセス
- 最寄バス停：京都市バス バス停「馬町」下車後、徒歩約5分